# اوراینن
اورایْنِن (به فنلاندی: Uurainen) یک منطقهٔ مسکونی در فنلاند است که در فنلاند مرکزی واقع شده‌است.